# Fagui
Fagui is een gemeente (commune) in de regio Sikasso in Mali. De gemeente telt 11.000 inwoners (2009).
De gemeente bestaat uit de volgende plaatsen:
- Bougoro
- Kadoubala
- Kèlèni
- Gouembougou
- Lampasso
- Nampala
- Namprompela
- Siémésso
- Torola
- Ziéna (hoofdplaats)